# نيل روبنسون
نيل روبنسون (بالإنجليزية: Neil Robinson)‏ (20 أبريل 1957 في المملكة المتحدة - 24 نوفمبر 2022) هو لاعب كرة قدم بريطاني في مركز الدفاع. لعب مع سوانزي سيتي وغريمسبي تاون ونادي إيفرتون ودارلينجتون إف سى.

## وصلات خارجية
- نيل روبنسون على موقع قاعدة بيانات كرة القدم.إي يو (الإنجليزية)